# Врадиивка
Врадиивка (на украински: Врадіївка) е селище от градски тип в Южна Украйна, Врадиивски район на Николаевска област. Основано е през 1791 година. Населението му е около 8 450 души.
1. ↑  https://rada.info/upload/users_files/04376699/e7117a21ff21cc860baf3fcff8327f40.doc